# Sammons Point
Sammons Point är en ort (village) i Kankakee County i Illinois. Vid 2010 års folkräkning hade Sammons Point 279 invånare.